# Milan Football Club 1925-1926
Questa voce raccoglie le informazioni riguardanti il Milan Football Club nelle competizioni ufficiali della stagione 1925-1926.

## Stagione

Luigi Perversi, al Milan dal 1925 al 1926 e dal 1927 al 1940

Nella stagione 1925-1926 il campionato del Milan ripete il risultato deludente della stagione precedente. Disputa il girone B del campionato di Lega Nord di Prima Divisione, ma complice anche una lunga sequela di infortuni, che porta anche alla demoralizzazione dei giocatori, il Milan si classifica all'8º posto del girone B, che è formato da 12 squadre, salvandosi dalla zona retrocessione per soli 5 punti, sulla Reggiana. Infatti la riforma dei campionati prevedeva le prime otto di ogni girone promosse nella nuova Divisione Nazionale per la stagione prossima, quindi il Milan ha colto l'ultimo posto disponibile. L'andamento in campionato dei rossoneri non è migliorato neppure con l'esonero dell'allenatore Vittorio Pozzo, che viene sostituito da Guido Moda. Ritorna invece a vincere lo Scudetto la Juventus, al secondo titolo a 21 anni di distanza dal primo, che ha vinto il girone B, poi ha battuto nella finale di Lega Nord il Bologna, vincitore del girone A, e poi nelle finali nazionali ha superato in due gare l'Alba Roma.

## Divise
| Casa | Trasferta |

## Organigramma societario
Area direttiva
- Presidente: Piero Pirelli
- Vice presidenti: Giuseppe Lavezzari e Mario Benazzoli
- Segretario: Ferruccio Bollini

Area tecnica
- Allenatore: Vittorio Pozzo (fino al 29 gennaio 1926)
Guido Moda (dal 30 gennaio 1926)

## Rosa

Pietro Bronzini, l'ultima stagione con la maglia del Milan ed Ercole Carzino (a sinistra), capitano della Sampierdarenese, 1926

| N. |                     | Ruolo | Calciatore                 |
| -- | ------------------- | ----- | -------------------------- |
|    | Italia (bandiera)   | P     | Giuseppe Carmignato        |
|    | Italia (bandiera)   | P     | Giovanni Caviglia          |
|    | Italia (bandiera)   | D     | Atene Caleffa              |
|    | Italia (bandiera)   | D     | Giorgio Cidri              |
|    | Italia (bandiera)   | D     | Ivo Pedretti               |
|    | Italia (bandiera)   | D     | Luigi Perversi             |
|    | Italia (bandiera)   | D     | Francesco Pomi             |
|    | Italia (bandiera)   | D     | Alessandro Schienoni       |
|    | Italia (bandiera)   | D     | Francesco Viscardi         |
|    | Italia (bandiera)   | C     | Tiziano Ballarin           |
|    | Ungheria (bandiera) | C     | József Bánás               |
|    | Italia (bandiera)   | C     | Pietro Bronzini (capitano) |
|    | Italia (bandiera)   | C     | Alfredo De Franceschini    |

| N. |                     | Ruolo | Calciatore               |
| -- | ------------------- | ----- | ------------------------ |
|    | Italia (bandiera)   | C     | Guglielmo Gajani         |
|    | Italia (bandiera)   | C     | Alessandro Savelli       |
|    | Italia (bandiera)   | A     | Vittorio Bonello         |
|    | Italia (bandiera)   | A     | Pietro Bonfiglio         |
|    | Italia (bandiera)   | A     | Carlo Cevenini           |
|    | Italia (bandiera)   | A     | Mario Lazzaroni          |
|    | Ungheria (bandiera) | A     | Karl Muller              |
|    | Austria (bandiera)  | A     | Rodolfo Ostromann        |
|    | Italia (bandiera)   | A     | Luigi Poggia             |
|    | Italia (bandiera)   | A     | Erminio Parmesani        |
|    | Italia (bandiera)   | A     | Palmiro Luigi Pastorelli |
|    | Italia (bandiera)   | A     | Achille Sacchi           |
|    | Italia (bandiera)   | A     | Giuseppe Santagostino    |

## Calciomercato
| Acquisti | Acquisti          | Acquisti    | Acquisti |
| R.       | Nome              | da          | Modalità |
| -------- | ----------------- | ----------- | -------- |
| A        | Vittorio Bonello  | Venezia     | -        |
| A        | Angelo Cadeddu    | Spes Genova | -        |
| P        | Giovanni Caviglia | Alessandria | -        |
| A        | Achille Sacchi    | US Milanese | -        |

| Cessioni | Cessioni      | Cessioni      | Cessioni |
| R.       | Nome          | a             | Modalità |
| -------- | ------------- | ------------- | -------- |
| C        | József Bánás  | Teplitzer     | -        |
| D        | Plinio Farina | Comense       | -        |
| P        | Bruno Midali  | GC Vigevanesi | -        |
| D        | Giulio Radice | Monza         | -        |
| P        | Ercole Vampa  | Derthona      | -        |

## Risultati

### Prima Divisione

#### Lega Nord (girone B)

##### Girone di andata
| Arbitro: | Vagge (Genova) |

|                      |           |                                                   |
| K. Muller 75’ (rig.) | Marcatori | 27’ (rig.), 55’ Jeszmas 65’ Tansini 77’ E. Bodini |

| Arbitro: | Pierallini (Modena) |

|                                |           |               |
| Schienoni 43’ (aut.) Catto 53’ | Marcatori | 40’ K. Muller |

| Arbitro: | Enrietti (Torino) |

|                             |           |                 |
| Sacchi 7’, 8’ K. Muller 39’ | Marcatori | 76’ Agostinelli |

| Arbitro: | Girelli (Verona) |

|                                                               |           |  |
| Viola 9’ (rig.) Hirzer 27’, 34’ Pastore 27’, 34’ Torriani 54’ | Marcatori |  |

| Arbitro: | Garbieri (Genova) |

|                                                   |           |                                       |
| Capra 1’ Tritz 8’ R. Cattaneo 70’ E. Banchero 89’ | Marcatori | 12’ K. Muller 28’ Savelli 63’ Bonello |

| Arbitro: | Beretta (Novi Ligure) |

|                                    |           |  |
| K. Muller 50’ C. Cevenini 68’, 79’ | Marcatori |  |

| Arbitro: | Ortali (Bologna) |

|                                |           |               |
| Gardini 20’ Mattuteia 42’, 58’ | Marcatori | 60’ K. Muller |

| Arbitro: | Benetti (Modena) |

|                                            |           |                           |
| Bonello 8’ K. Muller 13’, 48’ Ballarin 20’ | Marcatori | 31’ Mattioli 62’ Franzini |

| Arbitro: | Essinger (Pisa) |

|  |           |                   |
|  | Marcatori | 60’ (aut.) Marchi |

| Arbitro: | Serra (Bologna) |

|                                                |           |           |
| Ballarin 9’ Bánás 51’ K. Muller 74’ Sacchi 78’ | Marcatori | 27’ Pitto |

| Arbitro: | Mattea (Casale Monferrato) |

|                           |           |               |
| Del Ponte 22’ Tabacco 72’ | Marcatori | 35’ K. Muller |

##### Girone di ritorno
| Arbitro: | Pinasco (Sestri Ponente) |

|               |           |  |
| E. Bodini 16’ | Marcatori |  |

| Arbitro: | Barlassina (Novara) |

|              |           |                            |
| K. Muller 6’ | Marcatori | 3’, 20’ Catto 47’ Levratto |

| Arbitro: | Beretta (Novi Ligure) |

|  |           |                                  |
|  | Marcatori | 26’ C. Cevenini 43’ Santagostino |

| Arbitro: | Vagge (Genova) |

|             |           |                       |
| Savelli 21’ | Marcatori | 8’ Vojak 82’ Torriani |

| Arbitro: | De Renzis (Genova) |

|                       |           |                  |
| Santagostino 54’, 83’ | Marcatori | 9’, 42’ Cattaneo |

| Arbitro: | Bruna (Venezia) |

|                                                     |           |                  |
| Vecchina 47’, 75’ (rig.) F. Busini 81’ Fagiuoli 88’ | Marcatori | 55’, 67’ Savelli |

| Arbitro: | Girelli (Verona) |

|                                    |           |  |
| Savelli 1’ C. Cevenini 2’, 9’, 11’ | Marcatori |  |

| Arbitro: | Scarpi (Dolo) |

|                |           |                         |
| Quaglietti 64’ | Marcatori | 26’, 67’ C. C. Cevenini |

| Arbitro: | Sartori (Padova) |

|                                                              |           |  |
| K. Muller 39’ (rig.) Santagostino 62’ Savelli 71’ Sacchi 80’ | Marcatori |  |

| Arbitro: | Pinasco (Sestri Ponente) |

|               |           |             |
| Silvestri 28’ | Marcatori | 45’ Savelli |

| Arbitro: | Malagodi (Ferrara) |

|                      |           |  |
| Santagostino 2’, 14’ | Marcatori |  |

## Statistiche

### Statistiche di squadra
| Competizione    | Punti | In casa | In casa | In casa | In casa | In casa | In casa | In trasferta | In trasferta | In trasferta | In trasferta | In trasferta | In trasferta | Totale | Totale | Totale | Totale | Totale | Totale | DR |
| Competizione    | Punti | G       | V       | N       | P       | Gf      | Gs      | G            | V            | N            | P            | Gf           | Gs           | G      | V      | N      | P      | Gf     | Gs     | DR |
| --------------- | ----- | ------- | ------- | ------- | ------- | ------- | ------- | ------------ | ------------ | ------------ | ------------ | ------------ | ------------ | ------ | ------ | ------ | ------ | ------ | ------ | -- |
| Prima Divisione | 22    | 11      | 7       | 1       | 3       | 29      | 15      | 11           | 3            | 1            | 7            | 14           | 24           | 22     | 10     | 2      | 10     | 43     | 39     | +4 |

### Statistiche dei giocatori
| Giocatore          | Prima Divisione | Prima Divisione |
| Giocatore          | Presenze        | Reti            |
| ------------------ | --------------- | --------------- |
| T. Ballarin        | 12              | 2               |
| J. Bánás           | 20              | 1               |
| V. Bonello         | 5               | 2               |
| P. Bonfiglio       | 3               | 0               |
| P. Bronzini        | 17              | 0               |
| A. Caleffa         | 2               | 0               |
| G. Carmignato      | 18              | -26             |
| G. Caviglia        | 4               | -13             |
| C. Cevenini        | 14              | 8               |
| G. Cidri           | 3               | 0               |
| A. De Franceschini | 20              | 0               |
| G. Gajani          | 13              | 0               |
| M. Lazzaroni       | 1               | 0               |
| K. Muller          | 22              | 12              |
| R. Ostromann       | 2               | 0               |
| E. Parmesani       | 4               | 0               |
| P. L. Pastorelli   | 1               | 0               |
| I. Pedretti        | 4               | 0               |
| L. Perversi        | 1               | 0               |
| L. Poggia          | 6               | 0               |
| F. Pomi            | 6               | 0               |
| A. Sacchi          | 12              | 4               |
| G. Santagostino    | 17              | 6               |
| A. Savelli         | 12              | 6               |
| A. Schienoni       | 19              | 0               |
| F. Viscardi        | 4               | 0               |